# Liste der Mitglieder der National Academy of Sciences/1878
Im Jahr 1878 wählte die National Academy of Sciences der Vereinigten Staaten 3 Personen zu ihren Mitgliedern.

## Neugewählte Mitglieder
- John LeConte (1818–1891)
- John Trowbridge (1843–1923)
- Francis Walker (1840–1897)